# Paratoxopoda asita
Paratoxopoda asita är en tvåvingeart som beskrevs av Vanschuytbroeck 1961. Paratoxopoda asita ingår i släktet Paratoxopoda och familjen svängflugor.
Artens utbredningsområde är Kongo. Inga underarter finns listade i Catalogue of Life.